# Division de Kalat
La division de Kalat (en ourdou : قلات ڈویژن) est une subdivision administrative de la province du Baloutchistan au Pakistan. Elle compte près de 2,5 millions d'habitants en 2017, et sa capitale est Khuzdar. C'est la plus vaste de toutes les divisions pakistanaises.
Comme l'ensemble des divisions pakistanaises, la subdivision a été abrogée en 2000 avant d'être rétablie en 2008.
La division regroupe les districts suivant :
- district d'Awaran
- district de Kalat
- district de Kharan
- district de Khuzdar
- district de Lasbela
- district de Mastung
- district de Shaheed Sikandarabad
- district de Washuk